# لوري واتسون
لوري واتسون (بالإنجليزية: Lori Watson)‏ هي عازفة كمان ‏ بريطانية، ولدت في 1981 في اسكتلندا في المملكة المتحدة.

## وصلات خارجية
- لوري واتسون على موقع ميوزك برينز (الإنجليزية)
- لوري واتسون على موقع ديسكوغز (الإنجليزية)
- لوري واتسون على موقع ديسكوغز (الإنجليزية)